# 13 Hours: The Secret Soldiers of Benghazi
13 Hours: The Secret Soldiers of Benghazi ist ein US-amerikanischer Actionfilm aus dem Jahr 2016 des Regisseurs Michael Bay. Der Spielfilm basiert auf dem Buch 13 Hours: The Inside Account of What Really Happened in Benghazi des Autors Mitchell Zuckoff, welches sich mit den islamistischen Angriffen auf das US-Konsulat in Bengasi, Libyen im Jahr 2012 befasst.

## Handlung
Der Film handelt thematisch von dem Bengasi-Anschlag. Nach dem Bürgerkrieg in Libyen 2011 ist die Sicherheitslage instabil. Die USA unterhalten eine getarnte Geheimdienstbasis und richten für den kurzfristigen Besuch des Botschafters J. Christopher Stevens eine provisorische diplomatische Unterkunft her. Es kommt zu einem großangelegten Angriff durch schwer bewaffnete Islamisten, bei dem unter anderem der Botschafter getötet wird. Eine sechs Mann starke paramilitärische Kampftruppe Global Response Staff unter dem Kommando der Central Intelligence Agency kommt dem Diplomatic Security Service verspätet zu Hilfe und zieht sich zu seinem Stützpunkt zurück, der daraufhin ebenfalls ins Visier der islamistischen Angreifer gerät. Nach heftigen Kämpfen wird schlussendlich die Basis evakuiert.

## Besetzung und Synchronisation
Der Film wurde von der Berliner Interopa Film GmbH synchronisiert. Die Dialogregie führte Tobias Meister, der auch das Dialogbuch schrieb.
| Rolle                  | Darsteller       | Deutscher Sprecher    |
| ---------------------- | ---------------- | --------------------- |
| Jack Da Silva          | John Krasinski   | Jaron Löwenberg       |
| Tyrone S. „Rone“ Woods | James Badge Dale | Martin Kautz          |
| Mark „Oz“ Geist        | Max Martini      | Matti Klemm           |
| John „Tig“ Tiegen      | Dominic Fumusa   | Matthias Klages       |
| Kris „Tanto“ Paronto   | Pablo Schreiber  | Olaf Reichmann        |
| Dave „Boon“ Benton     | David Denman     | Pierre Peters-Arnolds |
| J. Christopher Stevens | Matt Letscher    | Peter Flechtner       |
| Glen „Bub“ Doherty     | Toby Stephens    | Marcus Off            |
| Sona Jillani           | Alexia Barlier   | Marieke Oeffinger     |
| Brit Vayner            | Freddie Stroma   | Marios Gavrilis       |
| „The Chief“            | David Costabile  | Gerald Schaale        |
| Amal                   | Peyman Moaadi    | Karim Chamlali        |
| Scott Wickland         | David Giuntoli   | Dennis Schmidt-Foß    |
| Dave Ubben             | Demetrius Grosse | Sven Brieger          |

## Produktion
Am 10. Februar 2014 wurde bekanntgegeben, dass Paramount Pictures in Gesprächen mit 3 Arts Entertainment sei, die Filmrechte zum Buch 13 Hours zu erwerben. Als Produzent wurde Erwin Stoff genannt. Als Drehbuchautor wurde Chuck Hogan verpflichtet, der die Ereignisse des Bengasi-Anschlags am 11. September 2012 entsprechend der Vorlage umsetzte. Am 29. Oktober 2014 wurde Michael Bay als Regisseur und weiterer Produzent bekanntgegeben.
Am 14. Januar 2015 wurde eine der Hauptrollen im Film mit John Krasinski besetzt, er spielt einen ehemaligen US Navy SEAL. Am 3. Februar 2015 trat Pablo Schreiber dem Cast bei, am 6. Februar James Badge Dale, der den Anführer der Kampftruppe spielt. Max Martini kam schließlich am 17. Februar dazu, David Denman am 3. März; er verkörpert den Elite-Sniper Boon. Am 5. März berichtete The Hollywood Reporter, dass Dominic Fumusa für die Rolle des John „Tig“ Tiegen unterzeichnet hatte, einem ehemaligen Marine und Waffenexperten. Freddie Stroma wurde am 17. März in der Rolle eines Undercover CIA-Offiziers in Libyen bestätigt. Am 7. Mai komplettierte Toby Stephens den Cast.
Die Dreharbeiten begannen am 27. April 2015 in Malta und Marokko. In Ta’ Qali auf Malta wurde dafür eigens ein großes Filmset errichtet.

## Rezeption
Der Film wird weniger als ein akkurater Historienfilm, sondern vielmehr als generischer Actionfilm eingestuft. Auf die politischen Hintergründe wird nicht eingegangen. Militärische Kampftaktiken der Spezialeinheiten stehen im Vordergrund. In den USA hat die „Bengasi-Affäre“ innenpolitisch Brisanz. Der Film startete zu Beginn der Vorwahlen zur Präsidentschaftswahl 2016. Die Kritik am State Department und indirekt der damaligen Außenministerin Hillary Clinton für die zu geringen Sicherheitsvorkehrungen und das Ausbleiben von Verstärkung erfolgt beiläufig. Auf die Ursachen des Konflikts oder Vorgeschehnisse wie die Beteiligung der NATO durch einen Militäreinsatz mit Luftstreitkräften 2011 wird nicht eingegangen. Die Brutalität der Kampfhandlung wird zeitgemäß naturalistisch inszeniert und beschönigt nicht. Die Motive der Angreifer bleiben unklar und sind für die Protagonisten nicht weiter von Belang. Im Stile eines Militär-Ego-Shooter werden die angreifenden Wellen anonymer Feinde abgewehrt.
Die Produktionskosten wurden auf 50 Millionen US-Dollar geschätzt. Der Film spielte in den Kinos weltweit rund 69 Millionen US-Dollar ein, davon 53 Millionen US-Dollar in den USA.

## Auszeichnungen
Für ihre Arbeit wurden die Tontechniker Gary Summers, Jeffrey J. Haboush und Mac Ruth 2017 für den Oscar in Kategorie Bester Ton nominiert. Außerdem wurde die Produktion ebenfalls im Bereich Ton für die Satellite Awards 2016 nominiert.